# Numenes laeta
Numenes laeta är en fjärilsart som beskrevs av Walker 1866. Numenes laeta ingår i släktet Numenes och familjen tofsspinnare. Inga underarter finns listade i Catalogue of Life.